# Первое Мая (Иркутская область)
Первое Мая — населённый пункт (участок) в Заларинском районе Иркутской области России. Входит в состав Моисеевского муниципального образования. Находится примерно в 45 км к западу от районного центра.

## Население
| 2002 | 2010 | 2011 | 2012 |
| ---- | ---- | ---- | ---- |
| 35   | ↘26  | →26  | →26  |

На апрель 2017 года в населённом пункте насчитывается 22 жителя, 13 жилых и 8 нежилых домов.
Гендерный состав
По данным Всероссийской переписи, в 2010 году в населённом пункте проживало 26 человек (17 мужчин и 9 женщин).